# Анима и анимус
А́нима и а́нимус (от лат. anima и лат. animus «жизненное начало; душа» в, соответственно, женском и мужском родах) — термины, введённые в психологию Юнгом для обозначения архетипов, связанных, соответственно, с женским и мужским полом. Юнг полагал, что Анима — это женская часть психики мужчины, а Анимус — мужская часть психики женщины; по сути, и то, и другое — архетипы гендера и являются во многом неосознаваемыми архетипами.

## Анима
Юнг полагал, что Анима — это, прежде всего, источник чувства и настроения мужчины. Также он рассматривал Аниму как проводника между сознанием мужчины и его Бессознательным.
Анима — это персонификация всех женских психологических тенденций в психике мужчины, таких как туманность и расплывчатость чувств и настроений, пророческие наития, восприимчивость к чему-то иррациональному, способность к индивидуальной любви, и, в конечном счете — связь с Бессознательным.Мария-Луиза фон Франц

## Анимус
Согласно Юнгу, Анимус — это, прежде всего, источник мнения, но не просто мнения, а мнения настолько же иррационального, насколько иррациональны эмоции мужчины, создаваемые Анимой.
Если бы мне нужно было одним словом обозначить то, в чем состоит различие между мужчиной и женщиной в этом отношении, и то, что характеризует Анимус в отличие от Анимы, то я могу сказать одно слово — если Анима производит настроение, то Анимус — мнение. И как настроение мужчин появляется на свет из темных глубин, так же и мнение женщин основывается на столь же бессознательных априорных предпосылках.Карл Густав Юнг

## Связанные понятия в других учениях
- Пуруша и Пракрити — мужское и женское начала в индуизме.
- Инь и ян — женское и мужское начала в древнекитайской философии.
- Ор и кли (свет и сосуд) в каббале — две стороны одного действия, корень которого — взаимодействие Творца и творения.